# Dahachok
Dahachok es un pueblo ubicado en el distrito de Katmandú, provincia de Bagmati, Nepal.

## Superficie
Cuenta con una superficie de 6,4 kilómetros cuadrados.

## Demografía
Datos hasta 2015
- Población: 16 719 habitantes.[1]
- Densidad de población: 2,626 habitantes por kilómetro cuadrado.[1]
- Población masculina: 8450 (50,5%).[1]
- Población femenina: 8269 (49,5%).[1]